# Colegiada de Nossa Senhora da Oliveira

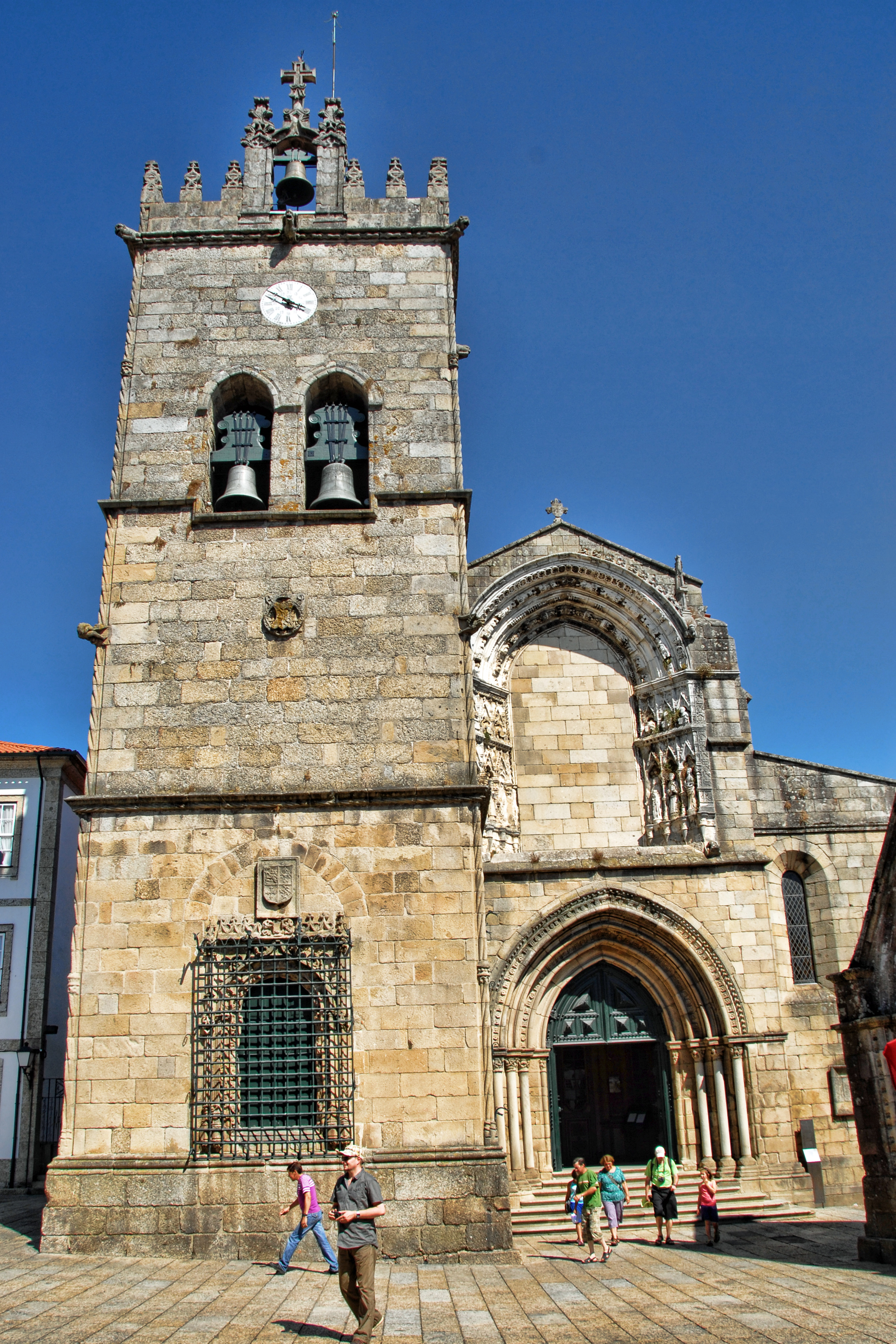
Fachada da Igreja da Colegiada de Nossa Senhora da Oliveira.

A Colegiada de Nossa Senhora da Oliveira, que começou por ser Colegiada de Guimarães, primaz das Colegiadas de Portugal, teve um cabido que no séc. XV chegou a ser igual ao cabido da Sé de Braga. Centro nacional de peregrinação, teve um vasto património urbano, na vila de Guimarães; e rural, espalhado por cento e vinte e sete freguesias nas regiões de Entre Douro e Minho. Como padroeiro tinha o próprio Rei de Portugal. É por isso uma instituição muito importante na História de Portugal.
A sua origem remonta ao Mosteiro duplex (para religiosos e religiosas), fundado em meados do século X pela Condessa Mumadona Dias, nas terras de Vimaranis, sua propriedade. Ao Mosteiro se encontra associado o Castelo de Guimarães, já que a sua construção visava a sua protecção. Com o passar do tempo a protecção condal vai diminuindo e o convento vai perdendo a importância, até que, no século XII, é instituída a Colegiada de Guimarães.
Possuindo grande autonomia, a Colegiada não reconhecia a autoridade e superioridade hierárquica do Arcebispo de Braga, mas apenas a Santa Sé e o Rei de Portugal. Isto deu origem a graves conflitos e mesmo a lutas (por vezes com o uso de armas e da excomunhão de religiosos), entre as duas instituições religiosas, rivalidade esta que foi durando no tempo praticamente até ao século XIX.
Ao longo dos tempos, esta instituição gozou da protecção dos reis, que enriqueciam também a Colegiada através de doações e que foram confirmando privilégios antigos de que usufruia a Colegiada e os que para ela trabalhavam,como por exemplo o privilégios das Tábuas Vermelhas, que foram sucessivamente confirmados por vários reis.
Por tudo isso os seus cargos eram disputados, e importantes personagens da História de Portugal foram seus D. Priores: D. Martinho Giraldes, depois arcebispo de Braga; Pedro Hispano, mais tarde Papa João XXI; o Dr. João das Regras; D. Jorge da Costa, “Cardeal da Alpedrinha”, e outros. Em 6 de Abril de 1385, D. João I é aclamado rei de Portugal, e a 14 de Agosto dá-se a Batalha de Aljubarrota, que o monarca vence com o auxílio de Santa Maria de Guimarães. 
Pouco depois vai a Guimarães agradecer à Virgem a protecção e ajuda concedidas e, para além de importantes doações, que integram o tesouro da Colegiada, mandou reedificar a Igreja, a cuja sagração assistiram os reis e os príncipes.
Em 1649 a Colegiada é considerada “insigne”.
Na segunda metade do séc. XVII e XVIII houve uma remodelação da arquitectura da igreja, da paramentaria e dos objectos usados no culto religioso.
A partir do reinado de D. Maria II começa uma época de agitação. A lei de 1848 extingue as colegiadas excepto a de Guimarães, que não consegue resistir a de 01 de dezembro de 1869.
Apesar disso, em 1888, João Franco, deputado por Guimarães, apresenta um projecto-lei, que depois de aprovado autoriza o governo, em 14 de Setembro de 1890, a reorganizar a Insigne e Real Colegiada de Nossa Senhora da Oliveira, da cidade de Guimarães, sendo esta informação transmitida ao arcebispo de Braga por carta do próprio rei D. Carlos, a 9 de Janeiro de 1891. 
Com a implantação da República a 5 de Outubro de 1910, o Governo da República volta a extinguir a Colegiada novamente. Voltou a ser restaurada a 13 de Fevereiro de 1967.
A história da Colegiada está intimamente ligada à da própria cidade de Guimarães que nasceu e cresceu com ela, que sofreu ao longo dos tempos com as suas glórias e misérias e, que ainda hoje, embora de forma mais suave, vive intensamente as suas vicissitudes. 